# Championnats d'Europe de gymnastique artistique 2011
Navigation
Édition précédente Édition suivante
Les 4e Championnats d’Europe individuels de gymnastique artistique se tiennent du 4 au 10 avril 2011 à Berlin en Allemagne.

## Podiums
| Épreuves                                        | Or                          | Argent                    | Bronze                                     |
| ----------------------------------------------- | --------------------------- | ------------------------- | ------------------------------------------ |
| Hommes                                          |                             |                           |                                            |
| Concours général individuel résultats détaillés | Philipp Boy (GER)           | Flavius Koczi (ROU)       | Daniel Purvis (GBR) Mykola Kuksenkov (UKR) |
| Sol résultats détaillés                         | Flavius Koczi (ROU)         | Alexander Shatilov (ISR)  | Anton Golotsutskov (RUS)                   |
| Cheval d'arçons résultats détaillés             | Krisztián Berki (HUN)       | Cyril Tommasone (FRA)     | Harutyun Merdinyan (ARM)                   |
| Anneaux résultats détaillés                     | Konstantin Pluzhnikov (RUS) | Aleksandr Balandin (RUS)  | Elefthérios Petroúnias (GRE)               |
| Saut de cheval résultats détaillés              | Thomas Bouhail (FRA)        | Samir Aït Saïd (FRA)      | Anton Golotsutskov (RUS)                   |
| Barres parallèles résultats détaillés           | Marcel Nguyen (GER)         | Epke Zonderland (NED)     | Vasileios Tsolakidis (GRE)                 |
| Barre fixe résultats détaillés                  | Epke Zonderland (NED)       | Philipp Boy (GER)         | Marcel Nguyen (GER)                        |
| Femmes                                          |                             |                           |                                            |
| Concours général individuel résultats détaillés | Anna Dementyeva (RUS)       | Elisabeth Seitz (GER)     | Elena Amelia Racea (ROU)                   |
| Saut de cheval résultats détaillés              | Sandra Raluca Izbaşa (ROU)  | Oksana Chusovitina (GER)  | Ariella Kaeslin (SUI)                      |
| Barres asymétriques résultats détaillés         | Elizabeth Tweddle (GBR)     | Tatiana Nabieva (RUS)     | Kim Bui (GER)                              |
| Poutre résultats détaillés                      | Anna Dementyeva (RUS)       | Carlotta Ferlito (ITA)    | Elisabetta Preziosa (ITA)                  |
| Sol résultats détaillés                         | Sandra Raluca Izbaşa (ROU)  | Diana Maria Chelaru (ROU) | Yulia Belokobylskaya (RUS)                 |

## Résultats détaillés

### Hommes

#### Concours général individuel
| Rang               | Gymnaste                    | Sol    | Cheval d'arçon | Anneaux | Saut   | Barres parallèles | Barre fixe | Total  |
| ------------------ | --------------------------- | ------ | -------------- | ------- | ------ | ----------------- | ---------- | ------ |
| Médaille d'or      | Philipp Boy (GER)           | 15.150 | 13.825         | 14.625  | 15.950 | 14.200            | 15.125     | 88.875 |
| Médaille d'argent  | Flavius Koczi (ROU)         | 15.250 | 14.575         | 14.450  | 16.100 | 14.225            | 14.225     | 88.825 |
| Médaille de bronze | Daniel Purvis (GBR)         | 15.175 | 14.125         | 14.225  | 15.900 | 14.575            | 14.350     | 88.350 |
| Médaille de bronze | Mykola Kuksenkov (UKR)      | 14.675 | 14.025         | 14.375  | 15.600 | 14.550            | 15.125     | 88.350 |
| 5                  | Nikita Ignatyev (RUS)       | 14.500 | 12.825         | 14.975  | 15.950 | 14.975            | 14.425     | 87.650 |
| 6                  | Marcel Nguyen (GER)         | 14.800 | 13.500         | 14.475  | 15.800 | 15.325            | 13.650     | 87.550 |
| 7                  | Rafael Martínez (ESP)       | 14.900 | 13.625         | 14.150  | 15.400 | 13.750            | 14.950     | 86.775 |
| 8                  | Vitaliy Nakonechnyy (UKR)   | 14.200 | 14.300         | 13.625  | 15.575 | 14.400            | 14.575     | 86.675 |
| 9                  | Maksim Devyatovskiy (RUS)   | 14.875 | 12.225         | 15.000  | 14.500 | 14.325            | 14.950     | 85.875 |
| 10                 | Claudio Capelli (SUI)       | 14.325 | 13.875         | 13.850  | 14.850 | 14.875            | 13.975     | 85.750 |
| 11                 | Kristian Thomas (GBR)       | 15.125 | 13.975         | 14.050  | 16.025 | 12.775            | 13.750     | 85.700 |
| 12                 | Samuel Piasecky (SVK)       | 14.125 | 13.650         | 13.300  | 15.350 | 14.600            | 14.625     | 85.650 |
| 13                 | Manuel Almeida Campos (POR) | 14.425 | 13.275         | 13.900  | 15.300 | 14.425            | 14.150     | 85.475 |
| 14                 | Bart Deurloo (NED)          | 14.700 | 13.250         | 13.275  | 15.950 | 13.850            | 14.400     | 85.425 |
| 15                 | Dzmitry Savitski (BLR)      | 14.050 | 13.750         | 14.100  | 15.575 | 14.575            | 12.950     | 85.000 |
| 16                 | Cyril Tommasone (FRA)       | 13.300 | 14.300         | 13.300  | 15.200 | 14.250            | 14.550     | 84.900 |
| 17                 | Daniel Groves (SUI)         | 14.700 | 13.525         | 13.000  | 15.525 | 14.150            | 13.825     | 84.725 |
| 18                 | Roman Kulesza (POL)         | 13.625 | 12.800         | 13.325  | 15.450 | 14.725            | 14.600     | 84.525 |
| 19                 | Filip Ude (CRO)             | 14.900 | 14.700         | 12.450  | 14.825 | 13.025            | 14.525     | 84.425 |
| 20                 | Artur Davtyan (ARM)         | 13.750 | 13.625         | 14.125  | 15.600 | 13.950            | 13.300     | 84.350 |
| 21                 | Sergio Muñoz (ESP)          | 13.500 | 13.725         | 14.275  | 15.875 | 12.650            | 13.650     | 83.675 |
| 22                 | Enrico Pozzo (ITA)          | 14.000 | 11.600         | 13.625  | 15.775 | 13.925            | 14.550     | 83.475 |
| 23                 | Gustavo Palma Simões (POR)  | 13.900 | 13.575         | 14.475  | 13.925 | 12.900            | 12.825     | 81.600 |
| 24                 | Fabian Leimlehner (AUT)     | 13.150 | 11.075         | 13.150  | 15.125 | 13.825            | 14.325     | 80.650 |

#### Sol
| Rang               | Gymnaste                 | Score D | Score E | Pén. | Total  |
| ------------------ | ------------------------ | ------- | ------- | ---- | ------ |
| Médaille d'or      | Flavius Koczi (ROU)      | 6.600   | 8.900   |      | 15.500 |
| Médaille d'argent  | Alexander Shatilov (ISR) | 6.500   | 8.900   |      | 15.400 |
| Médaille de bronze | Anton Golotsutskov (RUS) | 6.400   | 8.925   |      | 15.325 |
| 4                  | Thomas Bouhail (FRA)     | 6.100   | 9.200   |      | 15.300 |
| 4                  | Kristian Thomas (GBR)    | 6.200   | 9.100   |      | 15.300 |
| 6                  | Denis Ablyazin (RUS)     | 6.700   | 8.650   | 0.1  | 15.250 |
| 7                  | Daniel Purvis (GBR)      | 6.400   | 8.000   |      | 14.400 |
| 8                  | Philipp Boy (GER)        | 6.200   | 8.075   |      | 14.275 |

#### Cheval d'arçon
| Rang               | Gymnaste                 | Score D | Score E | Pén. | Total  |
| ------------------ | ------------------------ | ------- | ------- | ---- | ------ |
| Médaille d'or      | Krisztián Berki (HUN)    | 6.700   | 8.925   |      | 15.625 |
| Médaille d'argent  | Cyril Tommasone (FRA)    | 6.400   | 8.650   |      | 15.050 |
| Médaille de bronze | Harutyun Merdinyan (ARM) | 6.400   | 8.550   |      | 14.950 |
| 4                  | Vid Hidvegi (HUN)        | 6.300   | 8.425   |      | 14.725 |
| 5                  | Sebastian Krimmer (GER)  | 5.900   | 8.425   |      | 14.325 |
| 6                  | Louis Smith (GBR)        | 6.600   | 7.550   |      | 14.150 |
| 7                  | Alberto Busnari (ITA)    | 6.700   | 7.175   |      | 13.875 |
| 8                  | Pierre-Yves Bény (FRA)   | 5.900   | 6.550   |      | 12.450 |

#### Anneaux
| Rang               | Gymnaste                       | Score D | Score E | Pén. | Total  |
| ------------------ | ------------------------------ | ------- | ------- | ---- | ------ |
| Médaille d'or      | Konstantin Pluzhnikov (RUS)    | 6.700   | 9.150   |      | 15.850 |
| Médaille d'argent  | Aleksandr Balandin (RUS)       | 6.700   | 9.075   |      | 15.775 |
| Médaille de bronze | Elefthérios Petroúnias (GRE)   | 6.800   | 8.875   |      | 15.675 |
| 4                  | Matteo Morandi (ITA)           | 6.700   | 8.950   |      | 15.650 |
| 5                  | Danny Pinheiro-Rodrigues (FRA) | 6.800   | 8.725   |      | 15.525 |
| 6                  | Lambertus van Gelder (NED)     | 6.800   | 8.675   |      | 15.475 |
| 7                  | Thomas Taranu (GER)            | 6.600   | 8.325   |      | 14.925 |
| 8                  | Pierre-Yves Bény (FRA)         | 6.400   | 8.475   |      | 14.875 |

#### Saut de cheval
| Rang               | Gymnaste                    | Saut 1  | Saut 1  | Saut 1 | Saut 1  | Saut 2  | Saut 2  | Saut 2 | Saut 2  | Total  |
| Rang               | Gymnaste                    | Score D | Score E | Pén.   | Score 1 | Score D | Score E | Pén.   | Score 2 | Total  |
| ------------------ | --------------------------- | ------- | ------- | ------ | ------- | ------- | ------- | ------ | ------- | ------ |
| Médaille d'or      | Thomas Bouhail (FRA)        | 7.00    | 9.500   |        | 16.500  | 7.00    | 9.225   |        | 16.225  | 16.362 |
| Médaille d'argent  | Samir Aït Saïd (FRA)        | 7.000   | 9.200   |        | 16.20   | 7.000   | 9.325   |        | 16.325  | 16.262 |
| Médaille de bronze | Anton Golotsutskov (RUS)    | 7.000   | 9.300   |        | 16.300  | 7.000   | 9.050   | 0.1    | 15.950  | 16.125 |
| 4                  | Flavius Koczi (ROU)         | 7.000   | 9.375   |        | 16.375  | 7.000   | 8.325   |        | 15.325  | 15.850 |
| 4                  | Jeffrey Wammes (NED)        | 6.600   | 9.275   | 0.1    | 15.775  | 6.800   | 9.225   | 0.1    | 15.925  | 15.850 |
| 6                  | Oleksandr Yakubovskyi (UKR) | 6.600   | 8.375   | 0.3    | 14.675  | 7.000   | 8.600   |        | 15.600  | 15.137 |
| 7                  | Marek Lyszczarz (POL)       | 7.000   | 8.325   |        | 15.325  | 6.600   | 8.225   | 0.1    | 14.725  | 15.025 |
| 8                  | Ihor Radivilov (UKR)        | 7.000   | 8.150   | 0.3    | 14.850  | 6.600   | 8.175   | 0.3    | 14.475  | 14.662 |
| Rang               | Gymnaste                    | Saut 1  | Saut 1  | Saut 1 | Saut 1  | Saut 2  | Saut 2  | Saut 2 | Saut 2  | Total  |

#### Barres parallèles
| Rang               | Gymnaste                   | Score D | Score E | Pén. | Total  |
| ------------------ | -------------------------- | ------- | ------- | ---- | ------ |
| Médaille d'or      | Marcel Nguyen (GER)        | 6.700   | 8.825   |      | 15.525 |
| Médaille d'argent  | Epke Zonderland (NED)      | 6.000   | 9.300   |      | 15.300 |
| Médaille de bronze | Vasileios Tsolakidis (GRE) | 6.000   | 9.075   |      | 15.075 |
| 4                  | Mykola Kuksenkov (UKR)     | 6.200   | 8.850   |      | 15.050 |
| 5                  | Pierre-Yves Bény (FRA)     | 6.000   | 8.950   |      | 14.950 |
| 6                  | Roman Kulesza (POL)        | 6.000   | 8.850   |      | 14.850 |
| 7                  | Maxim Devyatovskiy (RUS)   | 6.100   | 8.625   |      | 14.725 |
| 8                  | Mitja Petkovsek (SVN)      | 4.600   | 8.075   |      | 12.675 |

#### Barre fixe
| Rang               | Gymnaste               | Score D | Score E | Pén. | Total  |
| ------------------ | ---------------------- | ------- | ------- | ---- | ------ |
| Médaille d'or      | Epke Zonderland (NED)  | 7.700   | 7.875   |      | 15.575 |
| Médaille d'argent  | Philipp Boy (GER)      | 7.200   | 8.150   |      | 15.350 |
| Médaille de bronze | Marcel Nguyen (GER)    | 7.100   | 8.200   |      | 15.300 |
| 4                  | Sam Oldham (GBR)       | 6.400   | 8.775   |      | 15.175 |
| 5                  | Marijo Moznik (POL)    | 6.600   | 8.525   |      | 15.125 |
| 6                  | Mykola Kuksenkov (UKR) | 6.700   | 7.750   |      | 14.450 |
| 7                  | Roman Kulesza (POL)    | 6.100   | 7.975   |      | 14.075 |
| 8                  | Fabian Gonzalez (ESP)  | 6.100   | 7.125   |      | 13.225 |

### Femmes

#### Concours général individuel
| Rang               | Gymnaste                  | Saut   | Barres asymétriques | Poutre | Sol    | Total  |
| ------------------ | ------------------------- | ------ | ------------------- | ------ | ------ | ------ |
| Médaille d'or      | Anna Dementyeva (RUS)     | 13.600 | 14.250              | 15.150 | 14.475 | 57.475 |
| Médaille d'argent  | Elisabeth Seitz (GER)     | 14.625 | 14.725              | 13.625 | 13.725 | 56.700 |
| Médaille de bronze | Elena Amelia Racea (ROU)  | 14.400 | 13.825              | 14.550 | 13.825 | 56.600 |
| 4                  | Diana Maria Chelaru (ROU) | 14.350 | 13.450              | 13.975 | 14.550 | 56.325 |
| 5                  | Carlotta Ferlito (ITA)    | 13.875 | 13.175              | 14.875 | 13.900 | 55.825 |
| 6                  | Vanessa Ferrari (ITA)     | 13.875 | 13.900              | 13.750 | 13.950 | 55.475 |
| 7                  | Celine van Gerner (NED)   | 13.525 | 14.375              | 13.750 | 13.800 | 55.450 |
| 8                  | Ariella Kaeslin (SUI)     | 14.750 | 13.625              | 14.150 | 12.850 | 55.375 |
| 9                  | Giulia Steingruber (SUI)  | 15.375 | 13.325              | 12.875 | 13.450 | 55.025 |
| 10                 | Marine Brevet (FRA)       | 13.525 | 13.350              | 14.025 | 13.775 | 54.675 |
| 11                 | Marta Pihan-Kulesza (POL) | 13.575 | 13.025              | 14.225 | 13.700 | 54.525 |
| 12                 | Julie Croket (BEL)        | 14.000 | 13.050              | 13.075 | 14.175 | 54.300 |
| 13                 | Hannah Whelan (GBR)       | 13.525 | 12.850              | 13.950 | 13.850 | 54.175 |
| 14                 | Aagje Vanwalleghem (BEL)  | 13.775 | 13.150              | 13.150 | 13.500 | 53.575 |
| 15                 | Vasilikí Milloúsi (GRE)   | 12.700 | 13.725              | 13.975 | 13.125 | 53.525 |
| 16                 | Danusia Francis (GBR)     | 13.500 | 13.125              | 13.400 | 13.350 | 53.375 |
| 17                 | Dorina Böczögő (HUN)      | 13.500 | 13.075              | 13.175 | 12.850 | 52.600 |
| 18                 | Stefani Bismpikou (GRE)   | 13.200 | 12.925              | 13.575 | 12.525 | 52.225 |
| 19                 | Jana Šikulová (CZE)       | 13.650 | 13.750              | 11.975 | 12.700 | 52.075 |
| 20                 | Veronica Wagner (SWE)     | 13.600 | 11.850              | 13.525 | 12.775 | 51.750 |
| 21                 | Yvette Moshage (NED)      | 13.275 | 13.000              | 12.475 | 12.775 | 51.525 |
| 22                 | Valeriia Maksiuta (ISR)   | 13.925 | 11.950              | 11.575 | 12.125 | 49.575 |
| 23                 | Jonna Adlerteg (SWE)      | 13.200 | 13.350              | 10.275 | 12.675 | 49.500 |
| 24                 | Aliya Mustafina (RUS)     | 15.375 |                     |        |        | 15.375 |

- Aliya Mustafina se blesse lors de son yurchenko double vrille et demie. Elle est victime d'une rupture des ligaments croisés du genou gauche.

#### Saut de cheval
| Rang               | Gymnaste                       | Saut 1  | Saut 1  | Saut 1 | Saut 1  | Saut 2  | Saut 2  | Saut 2 | Saut 2  | Total  |
| Rang               | Gymnaste                       | Score D | Score E | Pén.   | Score 1 | Score D | Score E | Pén.   | Score 2 | Total  |
| ------------------ | ------------------------------ | ------- | ------- | ------ | ------- | ------- | ------- | ------ | ------- | ------ |
| Médaille d'or      | Sandra Raluca Izbaşa (ROU)     | 5.800   | 8.900   |        | 14.700  | 5.600   | 9.050   |        | 14.650  | 14.675 |
| Médaille d'argent  | Oksana Chusovitina (GER)       | 6.300   | 8.500   |        | 14.800  | 5.500   | 8.775   |        | 14.275  | 14.537 |
| Médaille de bronze | Ariella Kaeslin (SUI)          | 6.300   | 8.650   |        | 14.950  | 5.800   | 8.200   |        | 14.000  | 14.475 |
| 4                  | Tatiana Nabieva (RUS)          | 5.800   | 8.700   |        | 14.500  | 5.200   | 8.875   |        | 14.075  | 14.287 |
| 5                  | Elisabeth Seitz (GER)          | 5.800   | 8.875   |        | 14.675  | 5.000   | 8.700   |        | 13.700  | 14.187 |
| 6                  | Giulia Steingruber (SUI)       | 6.300   | 7.600   |        | 13.900  | 5.200   | 8.900   |        | 14.100  | 14.000 |
| 7                  | Elena Amelia Racea (ROU)       | 5.800   | 8.200   |        | 14.000  | 4.800   | 8.650   |        | 13.450  | 13.725 |
| 8                  | Nastassia Marachkouskaya (BLR) | 5.000   | 8.825   |        | 13.825  | 4.600   | 7.700   |        | 12.300  | 13.062 |
| Rang               | Gymnaste                       | Saut 1  | Saut 1  | Saut 1 | Saut 1  | Saut 2  | Saut 2  | Saut 2 | Saut 2  | Total  |

#### Barres asymétriques
| Rang               | Gymnaste                 | Score D | Score E | Pén. | Total  |
| ------------------ | ------------------------ | ------- | ------- | ---- | ------ |
| Médaille d'or      | Elizabeth Tweddle (GBR)  | 6.700   | 8.400   |      | 15.100 |
| Médaille d'argent  | Tatiana Nabieva (RUS)    | 6.300   | 8.775   |      | 15.075 |
| Médaille de bronze | Kim Bui (GER)            | 6.200   | 8.475   |      | 14.675 |
| 4                  | Anna Dementyeva (RUS)    | 5.800   | 8.675   |      | 14.475 |
| 5                  | Elisabeth Seitz (GER)    | 6.400   | 7.775   |      | 14.175 |
| 6                  | Aagje Vanwalleghem (BEL) | 6.000   | 8.075   |      | 14.075 |
| 7                  | Celine van Gerner (NED)  | 5.800   | 8.175   |      | 13.975 |
| 8                  | Vanessa Ferrari (ITA)    | 5.800   | 7.050   |      | 12.850 |

#### Poutre
| Rang               | Gymnaste                  | Score D | Score E | Pén. | Total  |
| ------------------ | ------------------------- | ------- | ------- | ---- | ------ |
| Médaille d'or      | Anna Dementyeva (RUS)     | 6.700   | 8.650   |      | 15.350 |
| Médaille d'argent  | Carlotta Ferlito (ITA)    | 5.900   | 8.600   |      | 14.500 |
| Médaille de bronze | Elisabetta Preziosa (ITA) | 5.900   | 8.425   |      | 14.325 |
| 4                  | Julie Croket (BEL)        | 5.900   | 8.250   |      | 14.150 |
| 5                  | Ariella Kaeslin (SUI)     | 5.900   | 8.225   |      | 14.125 |
| 6                  | Vasilikí Milloúsi (GRE)   | 5.500   | 8.300   |      | 13.800 |
| 7                  | Marta Pihan-Kulesza (POL) | 5.900   | 6.950   |      | 12.850 |
| 8                  | Hannah Whelan (GBR)       | 5.700   | 6.250   |      | 11.950 |

#### Sol
| Rang               | Gymnaste                   | Score D | Score E | Pén. | Total  |
| ------------------ | -------------------------- | ------- | ------- | ---- | ------ |
| Médaille d'or      | Sandra Raluca Izbaşa (ROU) | 5.800   | 8.700   |      | 14.500 |
| Médaille d'argent  | Diana Maria Chelaru (ROU)  | 5.900   | 8.575   |      | 14.475 |
| Médaille de bronze | Yulia Belokobylskaya (RUS) | 5.900   | 8.550   |      | 14.450 |
| 4                  | Elizabeth Tweddle (GBR)    | 6.000   | 8.300   |      | 14.300 |
| 5                  | Julie Croket (BEL)         | 5.600   | 8.675   |      | 14.275 |
| 6                  | Carlotta Ferlito (ITA)     | 5.500   | 8.550   |      | 14.050 |
| 7                  | Anna Dementyeva (RUS)      | 5.700   | 8.250   |      | 13.950 |
| 8                  | Tunde Csillag (HUN)        | 5.300   | 7.950   | 0.1  | 13.150 |

## Tableau des médailles
| Rang  | Nation | Or | Argent | Bronze | Total |
| ----- | ------ | -- | ------ | ------ | ----- |
| 1     | GER    | 2  | 1      | 1      | 4     |
| 2     | FRA    | 1  | 2      | 0      | 3     |
| 3     | RUS    | 1  | 1      | 2      | 4     |
| 4     | ROU    | 1  | 1      | 0      | 2     |
| 4     | NED    | 1  | 1      | 0      | 2     |
| 6     | HUN    | 1  | 0      | 0      | 1     |
| 7     | ISR    | 0  | 1      | 0      | 1     |
| 8     | GRE    | 0  | 0      | 2      | 2     |
| 9     | GBR    | 0  | 0      | 1      | 1     |
| 9     | UKR    | 0  | 0      | 1      | 1     |
| 9     | ARM    | 0  | 0      | 1      | 1     |
| TOTAL | TOTAL  | 7  | 7      | 8      | 22    |

| Rang  | Nation | Or | Argent | Bronze | Total |
| ----- | ------ | -- | ------ | ------ | ----- |
| 1     | RUS    | 2  | 1      | 1      | 4     |
| 1     | ROU    | 2  | 1      | 1      | 4     |
| 3     | GBR    | 1  | 0      | 0      | 1     |
| 4     | GER    | 0  | 2      | 1      | 3     |
| 5     | ITA    | 0  | 1      | 1      | 2     |
| 6     | SUI    | 0  | 0      | 1      | 1     |
| TOTAL | TOTAL  | 5  | 5      | 5      | 15    |

### Cumulé
| Rang  | Nation | Or | Argent | Bronze | Total |
| ----- | ------ | -- | ------ | ------ | ----- |
| 1     | RUS    | 3  | 2      | 3      | 8     |
| 2     | ROU    | 3  | 2      | 1      | 6     |
| 3     | GER    | 2  | 3      | 2      | 7     |
| 4     | FRA    | 1  | 2      | 0      | 3     |
| 5     | NED    | 1  | 1      | 0      | 2     |
| 6     | GBR    | 1  | 0      | 1      | 2     |
| 7     | HUN    | 1  | 0      | 0      | 1     |
| 8     | ITA    | 0  | 1      | 1      | 2     |
| 9     | ISR    | 0  | 1      | 0      | 1     |
| 10    | GRE    | 0  | 0      | 2      | 2     |
| 11    | UKR    | 0  | 0      | 1      | 1     |
| 11    | SUI    | 0  | 0      | 1      | 1     |
| 11    | ARM    | 0  | 0      | 1      | 1     |
| TOTAL | TOTAL  | 12 | 12     | 13     | 37    |